# Tetramerinx unica
Tetramerinx unica är en tvåvingeart som först beskrevs av Stein 1898.  Tetramerinx unica ingår i släktet Tetramerinx och familjen husflugor. Inga underarter finns listade i Catalogue of Life.